# グレン峠
グレン峠（グレンとうげ、ブルーフラワー峠とも呼ばれる）は、シエラネバダ山脈にある峠である。カリフォルニア州フレズノ郡の東部、キングズ・キャニオン国立公園に位置する。この峠は、レイ湖（en:Rae Lakes、標高3,214m）とシャーロット湖（en:Charlotte Lake、標高3,200m）とをジョン・ミューア・トレイルで接続する。 